# Simonetta Sommarugaová
Simonetta Myriam Sommaruga (* 14. května 1960, Zug) je švýcarská sociálně demokratická politička, která roku 2015 zastávala funkci prezidentky Švýcarska a zastává ji znovu v roce 2020.
Do Spolkové rady (sedmičlenná švýcarská vláda) byla zvolena roku 2011, čímž v tomto orgánu získaly poprvé v historii početní převahu ženy.